# Yesterday
För andra betydelser, se Yesterday (olika betydelser).
Yesterday är en berömd låt av den brittiska popgruppen the Beatles. Den spelades in den 14 juni 1965 (plus vissa pålägg 17 juni) och släpptes den 13 september 1965 på singel i USA. Den utgavs också som singel i flera europeiska länder 1965, men inte i hemlandet Storbritannien. I Sverige var låten B-sida till singeln Dizzy Miss Lizzy. Låten ingick även på gruppens album "Help!" från 1965. Guinness rekordbok utnämner den till världens mest tolkade låt, med över 3000 inspelade versioner. I magasinet Rolling Stones lista The 500 Greatest Songs of All Time återfinns låten på plats 13.
I Storbritannien gavs Yesterday ut på singel först på 1970-talet. Därför blev i stället Marianne Faithfulls coverversion en försäljningssuccé på 1960-talet. En Beatles-EP Yesterday gavs dock ut kompletterad med låtarna Act Naturally, You Like Me Too Much och It's Only Love - samtliga från den brittiska LP-versionen av Help. EP:n är intressant eftersom varje Beatlesmedlem sjunger var sin låt på den.

## Ursprung
Yesterday är skriven av Paul McCartney. Enligt egen utsago drömde han om en melodi, och när han vaknade spelade han den på ett piano han hade stående bredvid sängen. Låtens ursprung lämnade Paul osäker. Efter att ha spelat låten för vänner och bekanta konstaterades att han förmodligen var upphovsmannen själv. Yesterday är den första låten av Beatles där enbart en av de fyra medlemmarna medverkar. På demostadiet kallades låten för ”Scrambled Eggs”.

## Sound
En gitarr och en röst är grunden i Yesterday. På gitarren spelas ett enkelt komp med ett basanslag på första taktslaget och diskantsvar på de tre kommande taktslagen. I andra versen kommer ett stråkackompanjemang till och höjer stämningen ytterligare. Paul spelar G-durackord på en gitarr där strängarna har stämts ner ett helt tonsteg, vilket gör att låten då går i F-dur. Analytiker anser det dock anmärkningsvärt att George Martin lät McCartney sjunga denna finstämda ballad blott några timmar efter att han skrikit sig igenom rock'n'roll-numret I'm Down varför en del menar att inspelningsdatumet inte stämmer. Detta var första gången Beatles använde sig av extramusiker med undantag för de gånger George Martin kompat på piano.
Innan det slutgiltiga arrangemanget fastslogs hade man testat arrangemang med bland annat elorgel och trummor innan George Martin föreslog att låta Paul köra solo. Under Beatles sista turné i Storbritannien hösten 1965 framfördes låten i ett arrangemang med Paul på elorgel. Dessförinnan framfördes låten på TV-programmen Blackpool Night Out och Ed Sullivan Show av Paul själv på akustisk gitarr med förinspelade stråkar. Från världsturnén 1966 finns flera liveversioner av Yesterday bevarade, där alla fyra spelar på sina respektive instrument. Den versionen går istället i G-dur.

## Tolkningar
Även om det inte finns några direkta bekräftelser från textförfattaren själv anses ofta låten handla om mammans bortgång och hur det påverkade honom - när Paul var fjorton år dog Mary McCartney i cancer. Andra tolkningar menar att det rör sig om en naivistisk beskrivning av hur ett ungt hjärta såras.

## Listplaceringar
| Lista (1965)  | Position         |
| ------------- | ---------------- |
| Flandern      | 1                |
| Nederländerna | 1                |
| Norge         | 1                |
| Sverige       | 1 (Kvällstoppen) |
| Sverige       | 1 (Tio i topp)   |
| USA           | 1                |
| Vallonien     | 5                |
| Västtyskland  | 6                |
| Österrike     | 10               |

## Cover-versioner
Det finns väldigt många olika tolkningar av sången, och här är en lista över några artister som framfört Yesterday:
- Jose Feliciano
- Michael Bolton
- Elvis Presley
- Bob Dylan
- Marianne Faithfull
- Joan Baez
- Frank Sinatra
- Ray Charles
- Matt Monro
- Marvin Gaye
- Jan and Dean
- Zarah Leander
- 2019 - filmen Yesterday, med cover-versioner av denna och många andra av Beatles mest populära låtar[14]